# إريك برجلاند
إريك برجلاند (بالسويدية: Erik Berglund)‏ هو مخرج ومخرج وممثل سويدي، ولد في 30 يونيو 1887 في السويد، وتوفي في 27 أبريل 1963.

## وصلات خارجية
- إريك برجلاند على موقع IMDb (الإنجليزية)
- إريك برجلاند على موقع ألو سيني (الفرنسية)
- إريك برجلاند على موقع ميوزك برينز (الإنجليزية)
- إريك برجلاند على موقع ميوزك برينز (الإنجليزية)
- إريك برجلاند على موقع أول موفي (الإنجليزية)
- إريك برجلاند على موقع قاعدة بيانات الأفلام السويدية (السويدية)
- إريك برجلاند على موقع ديسكوغز (الإنجليزية)
- إريك برجلاند على موقع قاعدة بيانات الفيلم (الإنجليزية)
- إريك برجلاند على موقع كينوبويسك (الروسية)